# Fulfordianthus pterobryoides
Fulfordianthus pterobryoides là một loài Rêu trong họ Lejeuneaceae. Loài này được (Spruce) Gradst. mô tả khoa học đầu tiên năm 1992.